# Дячук Сергій Петрович
Сергі́й Петро́вич Дячу́к (11 вересня 1989, Житомир, УРСР) — український футболіст, нападник «Полісся».

## Життєпис
Сергій Дячук народився 11 вересня 1989 року в Житомирі. У 20-тирічному віці добре дебютував у чемпіонаті України: у семи матчах за «Верес» у Другій лізі забив чотири м'ячі. У сезоні 2012/13 грав за ялтинську «Жемчужину». Із 2013 року Сергій захищав кольори комсомольського клубу «Гірник-спорт» — 76 матчів, 8 м'ячів. На початку січня 2016 року перейшов до «Інгульця». За підсумками сезону 2015/16 став бронзовим призером Другої ліги та допоміг команді підвищитися у класі. Наприкінці грудня 2016 року залишив петрівську команду.

## Досягнення
- Друга ліга чемпіонату України
  -  Бронзовий призер (1): 2015/16